# 1903-as magyar labdarúgó-bajnokság (első osztály)
Az 1903-as magyar labdarúgó-bajnokság a harmadik hivatalos bajnokság volt. A liga létszámát nyolc csapatra emelték. A Ferencváros lett az első. A feljutók között volt a labdarúgó-szakosztályát mindössze két évvel korábban megalakító MTK, rögtön a 3. helyet érve el, úgy, hogy a bajnok BTC-t kétszer is legyőzte.
Sok óvás, vita, botrányok, sőt pályákon belül vagy kívül verekedő játékosok tették izgalmassá ezt az évet. Talán a két legfontosabb óvást a két élcsapat nyújtotta be. A BTC szerint az FTC a 33 FC elleni mérkőzésén védő kapus (Fritz Alajos) nem volt még akkor leigazolt játékos. Erre az FTC megóvta a BTC-nek szintén a 33 FC elleni találkozóját, mert a pályára lépő BTC játékosok között ott volt Fey, aki már nem volt a BTC játékosa, sőt a Műegyetem színeiben már játszott is. A döntések értelmében mind a két mérkőzést a 33 FC javára írták.
Az MTK az eddigi bajnokságok történetének legnagyobb különbségével 14:0-ra verte a Törekvés csapatát. Ugyanazt az eredményt megismételte az FTC is, ráadásul ugyancsak a Törekvés ellen. Eddig több gól bajnoki találkozón még nem esett.
Osztályozó mérkőzés: 
- Bp. Törekvés SE - Fővárosi TC 0:3. A Törekvés kiesett, feljutott MAFC és a Fővárosi TC.

A bajnokcsapat az ígéret ellenére sem kapott aranyérmet. Vigaszdíjul egy hentes szurkolótól kaptak egy láda kolbászt.

## A végeredmény
| #  | Csapat          | M  | GY | D | V  | G+ – G– | GK  | P  | Megjegyzések |
| -- | --------------- | -- | -- | - | -- | ------- | --- | -- | ------------ |
| 1. | FTC (B)         | 14 | 10 | 1 | 3  | 51–11   | +40 | 21 | Bajnokcsapat |
| 2. | BTC             | 14 | 8  | 3 | 3  | 34–9    | +25 | 19 |              |
| 3. | MTK             | 14 | 9  | 0 | 5  | 41–17   | +24 | 18 |              |
| 4. | Postás SE       | 14 | 7  | 3 | 4  | 28–12   | +16 | 17 |              |
| 5. | 33 FC           | 14 | 6  | 3 | 5  | 23–32   | −9  | 15 |              |
| 6. | MÚE             | 14 | 5  | 1 | 8  | 12–25   | −13 | 11 |              |
| 7. | MAC             | 14 | 4  | 1 | 9  | 19–40   | −21 | 9  |              |
| 8. | Törekvés SE (K) | 14 | 1  | 0 | 13 | 6–68    | −62 | 2  | II. osztály  |

Forrás: Mező Ferenc: Futball adattár ISBN 963 7543 58 9 
A rangsorolás alapszabályai: 1. összpontszám, 2. egymás elleni eredmények összpontszáma, 3. gólkülönbség, 4. szerzett gólok száma.
(B): Bajnokcsapat, (K): Kieső csapat, (F): Feljutó csapat, (I): Kupainduló, (R): A rájátszás győztese, (KGY): Kupagyőztes

## Eredmények
| Hazai \ Vendég1 | 33    | BTC | FTC   | MAC | MTK   | MÚE | POS   | TÖR   |
| 33 FC           |       | 2–2 | 1–5   | 4–1 | 0–2   | 4–0 | 2–2   | n.j.2 |
| BTC             | e.t.4 |     | 3–1   | 5–0 | 1–2   | 5–0 | 2–0   | 7–0   |
| FTC             | 5–2   | 1–2 |       | 5–1 | 3–1   | 2–0 | 1–1   | 8–1   |
| MAC             | 1–2   | 0–0 | 0–6   |     | 3–2   | 5–1 | 0–1   | 5–0   |
| MTK             | 9–1   | 3–1 | 0–3   | 6–0 |       | 1–0 | 1–0   | 14–0  |
| MÚE             | 3–1   | 0–0 | n.j.3 | 1–0 | 2–0   |     | 0–2   | n.j.2 |
| Postás          | 2–2   | 0–1 | 1–2   | 7–0 | 3–0   | 5–1 |       | 4–0   |
| Törekvés        | 5–4   | 0–5 | 0–14  | 0–3 | n.j.2 | 0–4 | n.j.2 |       |

Forrás: Mező Ferenc: Futball-adattár ISBN 963 7543 58 9 
1A hazai csapatok a bal oldali oszlopban szerepelnek.
Színek: Zöld = hazai győzelem; Sárga = döntetlen; Piros = vendéggyőzelem.
Az amatőr időszakban (1901–1926) a csapatok a rövidített nevüket használták.
2nem játszották le, mivel a Törekvés visszalépett. A mérkőzésért járó 2 pontot 0–0-s gólkülönbséggel az ellenfelek kapták.
4A MÚE–FTC-mérkőzést nem játszották le, mivel a MÚE csak a szabályokban meghatározottnál kevesebb játékossal tudott volna kiállni. A mérkőzésért járó 2 pontot 0–0-s gólkülönbséggel az FTC kapta.
4A BTC–33 FC-mérkőzés eredményét törölték, a mérkőzésért járó két pontot 0–0-s gólkülönbséggel a 33 FC-nek ítélték. 
 

## Csapatok
FTC
Oláh Aladár (8) – Berán József (13), Manglitz Ferenc (13) – Gorszky Tivadar (14), Bródy Sándor (11), Lissauer Lipót (8) – Braun Ferenc (10), Novotny Géza (10), Pokorny József (12), Kovács Géza (14), Borbás Gáspár dr. (10). Játszott még: Weisz Ferenc (9), Koltai József (7), Weinber I József (6), Deutsch Béla (5), Fritz Alajos (5), Horn Lajos (2), Pákay Ágost (2), Scheibel József (1).
BTC
Blazsek Ferenc dr., Buda István, Fey Viktor, Hajós Alfréd, Helmich Pál, Hlavay Kálmán, Kisfaludy Árpád, Lucius Károly, Manno Miltiades, Nyilassy Péter, Oláh Károly, Ott Ödön, Rapos Béla, Róka János, Schaschek Ödön, Sipos Ernő, Skrabák István, Ujváry „Cseh” Ödön, Rudolf Wagner (osztrák).
MTK
Deutsch Leó, Frank Imre, Herquett Rezső (osztrák), Hoffer István, Káldor „Zulu” Lipót, Károly Jenő, Lipovetz Géza, Markovits Péter, Nagy Ferenc, Pozsonyi Imre, Roóz Imre, Schaar Izidor, Sebő Gyula, Steiner Rezső, Ugró Gábor, Weisz Lajos.
Postás SE
Arany Sándor, Bádonyi Gyula, Bodor Ödön, Borhy Mihály, Gabrovitz Emil, Giba Gyula, Harsády József, Kertay Lajos, Kiss Gusztáv, Klein Jenő, Minder Frigyes, Pozsonyi Jenő, Schwartz "Fekete" Leó, Steiner Bertalan, Szemethy Gyula, Varga József.
33 FC
Bosnyákovits Károly, Eichinger Károly, Hampl Kálmán, Haraszti Károly, Kiss Gyula, Koch Nándor dr., Koch Sándor, Lill Erik, Lill Kálmán, Lindner Imre, Martin Ferenc, Spitz Dezső, Steiner Bertalan, Székány Kálmán, Várady Jenő, Weisz Mór, Zsidó Lajos.
MÚE
Csermák Károly, Csüdör Ferenc, Fehéry Ákos, Friedmann János, Friedmann Lajos, Géber Adolf, Halmay Zoltán, Holits Ödön, Holub Nándor, Jónás István, Kazár Emil, Munk Sándor, Pejtsik István, Péczeli Andor, Révész Béla, Sebestyén Béla, Stein Ferenc, Stern Ármin, Szüsz Hugó, Weisz Jenő.
MAC
Bayer Jenő, Felhőssy Gyula, Fitt Kálmán, Höchel Gyula, Höfle Győző, Kilvády Rezső, Kocsis Mihály, Kraft Jenő, Kraft Kálmán, Krempels József, Lauber Dezső, Medgyessy Iván, Mészáros Károly, Riedl János, Róth Károly, Ryda Jenő, Teasdale Ottó, Telegdi Károly, Sissovich Lajos, Vangel Gyula, Vangel Károly, Vincze Károly, Wagner Zoltán.
Törekvés SE
Cseh Ferenc, Csodád Lajos, Ékes József, Gállfalussy Kálmán, Gidró Dávid, Kalan József, Kirsteier Aladár, Löwenrosen Károly, Mayer Rezső, Mervel Géza, Mészáros Gyula, Mezey Gyula, Mike Gyula, Osváth Lajos, Paulik János, Simon János, Tolvay Sámuel, Zborovján József.

## Díjak
| Bajnok 1903      |
| FTC 1. Bajnokság |

| Az év játékosa     | Gólkirály                |
| Pokorny József FTC | Károly Jenő MTK (15 gól) |